# مارفن ألبرت
مارفن ألبرت (بالإنجليزية: Marvin Albert)‏ (22 يناير 1924، فيلادلفيا في الولايات المتحدة - 24 مارس 1996، منتون في فرنسا)؛ كاتب سيناريو، كاتب وروائي أمريكي.

## روابط خارجية
- مارفن ألبرت على موقع IMDb (الإنجليزية)
- مارفن ألبرت على موقع ألو سيني (الفرنسية)
- مارفن ألبرت على موقع أول موفي (الإنجليزية)
- مارفن ألبرت على موقع قاعدة بيانات الفيلم (الإنجليزية)